# Jordi Rubio
Jordi Rubio (sinh ngày 1 tháng 11 năm 1987) là một cầu thủ bóng đá Andorra thi đấu cho UE Santa Coloma, ở vị trí hậu vệ.

## Sự nghiệp
Rubio bắt đầu sự nghiệp tại FC Andorra năm 2006, trước khi chuyển đến Santa Coloma năm 2008.
Anh ra mắt quốc tế cho Andorra năm 2006.